# Lucio Minucio Esquilino Augurino
Lucio Minucio Esquilino Augurino (en latín: Lucius Minucius Esquilinus Augurinus), fue cónsul romano en tres ocasiones.

## Carrera
Su primer consulado fue en el año 458 a. C. con Cayo Naucio Rútilo. Los otras dos ocasiones fueron, en los decenviratos de los años 450 a. C. y 449 a. C. con Espurio Opio Córnicen como colega.
Durante su primer consulado sería el responsable del conflicto ante los ecuos. Trasladó a sus hombres a Tusculum y se quedó allí, cediendo la iniciativa a sus rivales. Los ecuos rodearon el campamento romano y únicamente la llegada de las tropas lideradas por el dictator Lucio Quincio Cincinato impidió que Esquilino cayera derrotado, venciendo a los ecuos en Latium. Tras la batalla, Cincinato le hizo renunciar a su consulado.
En los fasti consulares encontramos una de las invenciones que resultan tan comunes en la historia romana: en los Fasti, Esquilino aparece como cónsul suffectus de otro cónsul cuyo nombre se ha perdido.